# Студен атмосферен фронт
При студения атмосферен фронт топлият въздух отстъпва, а неговото място се заема от настъпващият студен въздух. Като по-тежък студеният въздух се движи приземно. Вследствие триенето си със земната повърхнина, движението на най-долните въздушни частички се забавя и челната част на настъпващия студен въздух добива формата на стръмен откос. Ето защо в тази си част фронталната повърхнина силно увеличава своя наклон. Студеният въздух се се движи по-бързо от лежащия пред него топъл въздух. Поради това студеният въздух попада под топлия въздух. Той от своя страна се издига бързо нагоре над настъпващия студен клин. Това принудително издигане на топлия въздух във височина дава възможност за бурно развитие на купеста и гръмотевична облачност непосредствено пред настъпващия клин от студен въздух. от тази облачност пада краткотрайни (поройни) валежи. Следователно за студения фронт са характерни купестодъждовната облачност и краткотрайните валежи.

## Видове студени атмосферни фронтове
Студените атмосферни фронтове се делят на два вида:
- Студен фронт от първи вид. При студения фронт от първи вид топлият въздух се издига на голяма височина и в същото време се разпростира далеч назад върху настъпващия клин от студен въздух. В резултат на това първоначално се развива купестодъждовна облачност. След това тя преминава в слоестодъждовна, после в средновисока слоеста и накрая в переста облачност. Този фронт се движи бавно напред и валежите от него са по-продължителни.[1]
- Студен фронт от втори вид. Студеният фронт от втори вид се характеризира с бурно развитие на купестодъждовна облачност и краткотрайно влошаване на времето.[1]

| Промени на          | Преди преминаването на фронта                                                      | По време на преминаването                   | След преминаването на фронта                                  |
| ------------------- | ---------------------------------------------------------------------------------- | ------------------------------------------- | ------------------------------------------------------------- |
| Температура         | Топло                                                                              | Внезапно захлаждане                         | Постоянно захлаждане                                          |
| Атмосферно налягане | Постоянно намаляване                                                               | Много ниско, след което внезапно повишаване | Постоянно повишаване                                          |
| Ветрове             | - Югозапад/Югоизток (северно полукълбо) - Северозапад/Североизток (южно полукълбо) | С променлива посока                         | - северозапад (северно полъкълбо) - югозапад (южно полукълбо) |
| Валежи*             | Краткотрайни валежи                                                                | Гръмотевични бури, понякога много силни     | Валежи, след което изясняване                                 |
| Облаци*             | Перести, пересто-слоисти и купестодъждовни облаци                                  | Купестодъждовни облаци                      | Купести облаци                                                |

- само когато има достатъчна влажност